# Fortunguavis
Fortunguavis es un género extinto de avialano perteneciente al clado Enantiornithes que habitó en lo que hoy es la Formación Jiufotang de China, hace 120 millones de años en el Cretácico inferior (Aptiano).